# Gerrit 't Hart
Gerrit 't Hart (Amersfoort, 29 januari 1952) is een Nederlands organist.

## Levensloop

### Studie
't Hart ontving zijn eerste orgellessen bij Henk Seldenthuis aan de muziekschool in zijn geboorteplaats. Hierna studeerde hij  orgel en kerkmuziek aan het Utrechts Conservatorium. Zijn leraren waren Theo Teunissen en Jan Welmers. Hij ging zich toeleggen op vocale 17e-eeuwse muziek.

### Loopbaan
't Hart werd in 1971 benoemd tot organist van de Ichthuskerk in Amersfoort en later ook in de Bergkerk. Hij was vanaf diezelfde periode tot 2006 orgeldocent aan de muziekschool van Leusden. In 1994 werd hij aangesteld tot organist van de Westerkerk in zijn woonplaats Ermelo en vanaf 1999 tot de sluiting in 2017 was hij cantor-organist van de Nieuwe Kerk in Harderwijk. Sinds 2003 is hij verbonden aan de Oude Kerk van Ermelo waar hij het Bätz-orgel bespeelt.
't Hart maakte ook koraalbewerkingen en bracht 26 bundels met psalmbewerkingen uit. Daarnaast verschenen er van hem ook drie cd's met orgelmuziek. Deze werden onder meer gespeeld op de orgels van het Hinsz-orgel van de Bovenkerk in Kampen en de Schnitger-orgels van de hervormde kerk in Noordbroek en de St. Georgskirche in Weener. Bij zijn huis in Ermelo heeft hij een concertzaaltje "De Muzerije" waar hij regelmatig muziekuitvoeringen geeft.

## Bladmuziek
- Psalm 24
- Psalm 46
- Orgelkoralen voor de Advents- en Kersttijd
- Orgelkoralen voor de Passie- en Paastijd
- Orgelkoralen voor Hemelvaartsdag en Pinksteren
- Alleluia, mijn ziel, loof en prijs de ENE
- Schalt het uit voor de ENE
- Komt tot ons, de wereld wacht
- Wat zijn de goede vruchten
- De Heer is waarlijk opgestaan
- En hij sprak tot mij 'Het is geschied'